# 罗克萨娜·科科什
罗克萨娜·科科什（羅馬尼亞語：Roxana Cocoș，1989年6月5日—），罗马尼亚女子举重运动员。她曾代表罗马尼亚参加2008年和2012年夏季奥林匹克运动会举重比赛，其中2012年奥运会原本获得一枚银牌，后来因兴奋剂违规而被剥夺奖牌。